# 七宗町立上麻生小学校
七宗町立上麻生小学校（ひちそうちょうりつ かみあそうしょうがっこう）は岐阜県加茂郡七宗町にある公立の小学校。

## 就学区域
- 川並地区、中麻生地区、上麻生地区（葛屋を除く）[1]

## 沿革
現在の上麻生小学校は、1966年に従来の上麻生小学校と川並小学校、室兼小学校を統合し、新たに開校した小学校である。ここでは統合前の上麻生小学校を上麻生小学校〈旧〉と表記する。
- 1872年（明治5年） - 文林舎として開校。
- 1879年（明治12年） - 公立麻生学校に改称する。字室兼に室兼分教場を設置。
- 1886年（明治19年） - 麻生簡易科小学校に改称する。室兼分教場が室兼尋常小学校として独立する。
- 1893年（明治26年） - 校舎を新築し、移転。本郷尋常小学校に改称する。
- 1925年（大正14年） - 上麻生尋常高等小学校に改称する。
- 1930年（昭和5年）
  - 1月 - 上麻生村と久田見村とで、「小学校児童教育事務交互委託教授規約」が結ばれる。これにより、上吉田尋常高等小学校樫野分教場の児童[2]は全員上麻生村の上麻生尋常高等小学校への通学が決まる。
  - 4月 - 上吉田尋常高等小学校樫野分教場を廃止。
- 1935年（昭和10年） - 青年学校を設置する。
- 1941年（昭和16年） - 上麻生国民学校に改称する。
- 1947年（昭和22年） - 上麻生村立上麻生小学校〈旧〉に改称する。
- 1955年（昭和30年）2月11日 - 武儀郡神渕村と加茂郡上麻生村とが合併し、加茂郡七宗村が発足。同時に七宗村立上麻生小学校〈旧〉に改称する。
- 1956年（昭和31年）9月30日 - 下麻生町の一部（中麻生地区）が七宗村に編入される。中麻生地区が校区に編入される。
- 1966年（昭和41年）4月 - 上麻生小学校〈旧〉、川並小学校、室兼小学校を統合し、新たに七宗村立上麻生小学校として開校。川並分教室、室兼分教室を設置。
- 1967年（昭和42年）3月 - 川並分教室、室兼分教室を廃止。
- 1971年（昭和46年）4月1日 - 町制施行により、七宗町発足。同時に七宗町立上麻生小学校に改称する。

## 学校統合の計画
- 町の急激な児童生徒数の減少もあり、2つの小学校（上麻生小学校・神渕小学校）を統合する計画である。校舎は七宗町立神渕中学校の校舎を転用し、2026年（令和8年）4月に統合小学校の開校を目指している[3]。